# Суфлі
Суфлі (ісп. Suflí) — муніципалітет в Іспанії, у складі автономної спільноти Андалусія, у провінції Альмерія. Населення — 262 особи (2010).
Муніципалітет розташований на відстані близько 360 км на південь від Мадрида, 55 км на північ від Альмерії.

## Демографія
Динаміка населення (INE ):